# Dade City
Dade City is een plaats (city) in de Amerikaanse staat Florida, en valt bestuurlijk gezien onder Pasco County.

## Demografie
Bij de volkstelling in 2000 werd het aantal inwoners vastgesteld op 6188.
In 2006 is het aantal inwoners door het United States Census Bureau geschat op 6987, een stijging van 799 (12.9%).

## Geografie
Volgens het United States Census Bureau beslaat de plaats een oppervlakte van
8,7 km², waarvan 8,5 km² land en 0,2 km² water. Dade City ligt op ongeveer 26 m boven zeeniveau.

## Plaatsen in de nabije omgeving
De onderstaande figuur toont nabijgelegen plaatsen in een straal van 16 km rond Dade City.